# Canton de Saint-Esprit
Le canton de Saint-Esprit est une ancienne division administrative française située dans le département et la région de la Martinique.

## Géographie
En Martinique, le canton de Saint-Esprit correspondait à la seule commune de Saint-Esprit dans l'arrondissement du Marin.

## Histoire
À la suite des élections territoriales de décembre 2015 concernant la collectivité territoriale unique de Martinique, le conseil régional et le conseil général sont remplacés par l'assemblée de Martinique. De fait, les cantons disparaissent.

## Représentation
| Période                                                 | Période       | Identité               | Étiquette    | Qualité                                          |
| ------------------------------------------------------- | ------------- | ---------------------- | ------------ | ------------------------------------------------ |
| 1945                                                    | 1949          | François Duval         | SFIO         | Notaire Président du conseil général (1948-1953) |
| Les données manquantes sont à compléter.                |               |                        |              |                                                  |
| 1958                                                    | 1976          | Georges Fitte-Duval    | PCM          | Instituteur Maire de Saint-Esprit (1947-1977)    |
| 1976                                                    | 1985 (décès)  | Raymond Félix-Théodose | DVD puis RPR | Maire de Saint-Esprit (1977-1986)                |
| 1985                                                    | 1988          | Raymond Marc           | DVG          |                                                  |
| 1988                                                    | décembre 2015 | Éric Hayot             | DVD puis FMP | Maire de Saint-Esprit (1986-2014)                |
| Les données antérieures ne sont pas encore mentionnées. |               |                        |              |                                                  |

## Composition
Le canton de Saint-Esprit se composait uniquement de la commune de Saint-Esprit et comptait 9 595 habitants (population municipale) au 1er janvier 2012,.

## Démographie
| 1961 | 1967  | 1974  | 1982  | 1990  | 1999  | 2006  | 2009  | 2012  |
| ---- | ----- | ----- | ----- | ----- | ----- | ----- | ----- | ----- |
| -    | 8 045 | 7 676 | 7 236 | 7 767 | 8 203 | 8 806 | 9 190 | 9 595 |